# Castel San Giovanni
Castel San Giovanni ist eine Gemeinde mit 14.139 Einwohnern (Stand 31. Dezember 2023) in der Provinz Piacenza in der italienischen Region Emilia-Romagna.

## Bahnhof

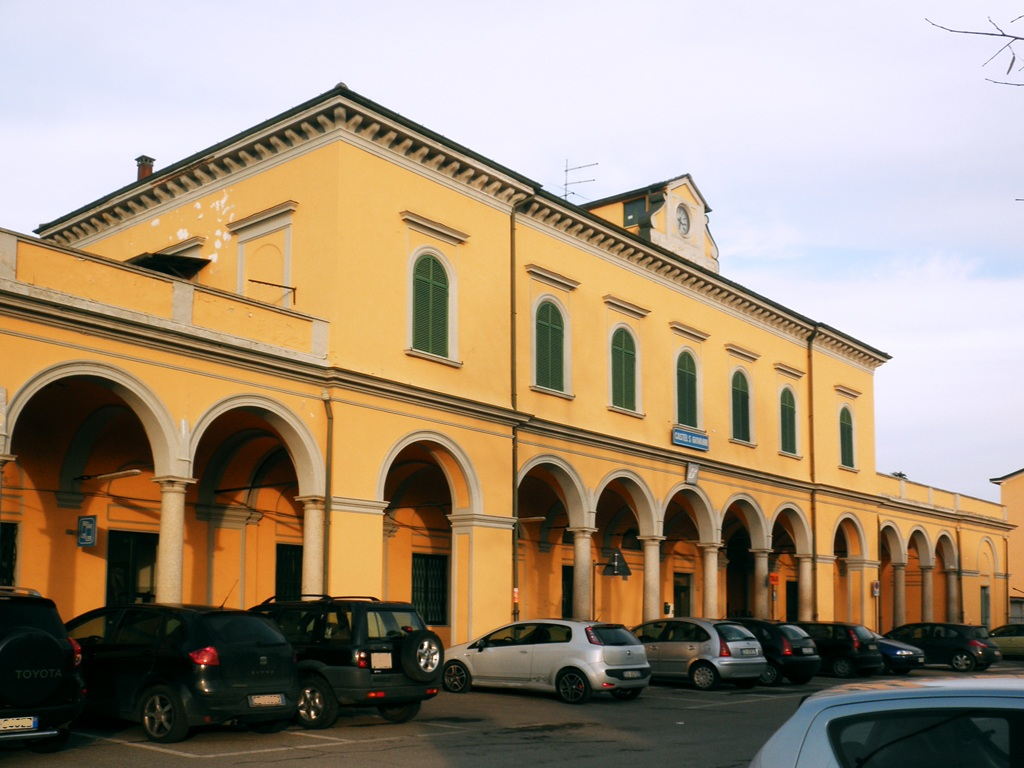
Empfangsgebäude

## Söhne und Töchter
- Agostino Casaroli (1914–1998), Kardinalstaatssekretär der römisch-katholischen Kirche
- Luca Solari (* 1979), Radsportler
- Arianna De Masi (* 1999), Sprinterin